# Caffè Bardi
Il Caffè Bardi è stato un locale storico di Livorno situato all'angolo tra piazza Cavour e via Cairoli. Attivo tra il 1908 e il 1921 fu punto di incontro degli artisti labronici dell'epoca, soprattutto pittori, ma anche scultori, scrittori, autori teatrali e musicisti. Il Caffè è ricordato anche perché fu il luogo dove nel 1920 si concretizzò l'idea del Gruppo Labronico.

## Storia
Il Caffè fu aperto nel 1908, lo stesso anno della morte di Giovanni Fattori e divenne subito un punto d'incontro per artisti noti e meno noti, non solo labronici ma anche provenienti da fuori città.Si trovava al piano terra del palazzo Taddeoli, appartenente alla famiglia Taddeoli di Pisa e Pistoia. Poco tempo dopo l'apertura del Caffè venne presa la decisione di affrescarne le pareti e a tale progetto parteciparono i pittori Benvenuto Benvenuti, Umberto Fioravanti, Giulio Ghelarducci, Olinto Ghilardi, Corrado Michelozzi, Renato Natali, Mario Puccini, Gastone Razzaguta e Gino Romiti.
Tra i frequentatori più assidui si ricordano i pittori Manlio Martinelli, Gino Romiti e Renato Natali, il maestro Giuseppe Pietri e lo scrittore e poeta Giosuè Borsi che fu festeggiato prima di partire per la guerra insieme allo scultore Umberto Fioravanti e a Gualberto Catani, semplice appassionato di musica e di poesia.
Al Caffè Bardi è legata la leggenda secondo cui Amedeo Modigliani avrebbe gettato alcune sue opere scultoree nell'adiacente Fosso Reale. Secondo la versione più accreditata della vicenda, il pittore, di ritorno da Parigi nel 1909, avrebbe mostrato le sue sculture agli amici del Caffè, senza riscuotere alcun apprezzamento: anzi, deriso, avrebbe deciso di liberarsene immediatamente, buttandole nel vicino fosso. Secondo una variante, le avrebbe invece caricate su un carretto e gettate nottetempo nello stesso fosso a poche centinaia di metri di distanza, in prossimità del Mercato delle vettovaglie.

## Dopo la chiusura

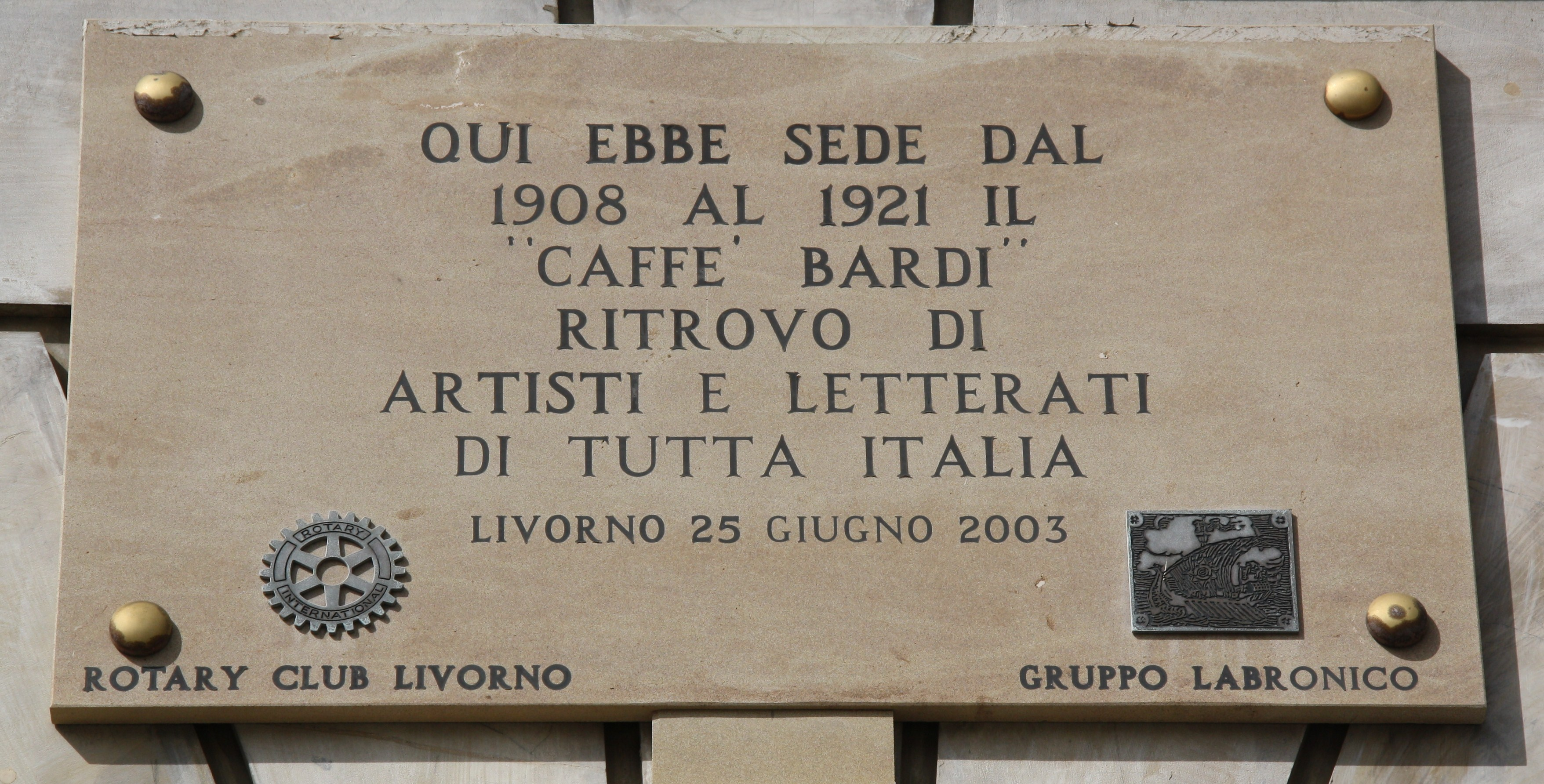
Epigrafe che ricorda la presenza dello storico Caffè in piazza Cavour

Dopo la chiusura intervenuta nel 1921, gli affreschi originali vennero rimossi e solo parte di essi, per la precisione i pannelli, furono salvati dalla famiglia Bardi. I locali, ricostruiti, dopo aver ospitato una banca per numerosi anni, oggi sono la sede di un negozio di prodotti per la casa.
La presenza del Caffè è ricordata da un'epigrafe apposta nel 2003 sulla facciata del palazzo prospiciente piazza Cavour.